# Studio 1 (album)
Albums de All Saints
All Hits
(2001) Pure Shores: The Very Best of All Saints
(2010)
Singles
1. Rock Steady
Sortie : 6 novembre 2006
2. Chick Fit
Sortie : 26 février 2007

Studio 1 est le troisième album studio du groupe anglo-canadien All Saints sorti en novembre 2006 sur le label discographique Parlophone.
La sortie de l'album fait suite à la reformation du groupe annoncée en janvier 2006 . Deux singles en sont extraits: Rock Steady, le 6 novembre 2006 et Chick Fit, le 26 février 2007.
Studio 1 est une déception commerciale, il ne dépasse pas la 40e place dans les charts britanniques avec seulement deux semaines de présence dans le classement, mais obtient cependant une certification disque d'or dans ce pays.

## Liste des titres
| 1.    | Rock Steady     | - Shaznay Lewis - Greg Kurstin                               | Greg Kurstin                     | 2:44 |
| 2.    | Chick Fit       | - Lewis - Rick Nowels                                        | Rick Nowels                      | 3:33 |
| 3.    | On and On       | - Lewis - Kurstin                                            | Kurstin                          | 3:59 |
| 4.    | Scar            | - Melanie Blatt - K-Gee                                      | Karl "K-Gee" Gordon              | 3:50 |
| 5.    | Not Eazy        | - LewisKurstin                                               | Kurstin                          | 3:17 |
| 6.    | Hell No         | - Lewis - K-Gee                                              | Gordon                           | 3:40 |
| 7.    | One Me and U    | - Lewis - Kurstin                                            | Kurstin                          | 3:36 |
| 8.    | Headlock        | - Lewis - Kurstin                                            | Kurstin                          | 3:31 |
| 9.    | Too Nasty       | - Blatt - Nicole Appleton - K-Gee                            | Gordon                           | 3:55 |
| 10.   | In It to Win It | - Lewis - Kurstin                                            | Kurstin                          | 3:41 |
| 11.   | Flashback       | - Natalie Appleton - Amanda Ghost - Liam Howlett - Ian Dench | Liam Howlett, The Amsterdamagers | 3:01 |
| 12.   | Fundamental     | - Lewis - K-Gee                                              | Gordon                           | 3:48 |
| 42:53 |                 |                                                              |                                  |      |

Titres bonus édition japonaise
| No  | Titre      | Auteur                         | Producteur(s) | Durée |
| --- | ---------- | ------------------------------ | ------------- | ----- |
| 13. | Dope Noize | - Blatt - K-Gee                | Gordon        | 3:53  |
| 14. | Do Me      | - Lewis - K-Gee - Steve Octave | Gordon        | 4:16  |

DVD Bonus
1. Interview des All Saints
2. Vidéo de Rock Steady
3. Sexy (chanson inédite en audio écrite et composée par Shaznay Lewis et Greg Kurstin)

## Classements hebdomadaires
| Classement (2006)             | Meilleure place |
| ----------------------------- | --------------- |
| Écosse (OCC)                  | 45              |
| Royaume-Uni (UK Albums Chart) | 40              |
| Suisse (Schweizer Hitparade)  | 73              |

## Certifications
| Pays              | Certification |
| ----------------- | ------------- |
| Royaume-Uni (BPI) | Or            |